# 小さなスナック
「小さなスナック」（ちいさなスナック）は、パープル・シャドウズの楽曲で、デビューシングルである。1968年3月25日に発売。
リリースから約3ヶ月経ってからオリコンチャートのトップ10に初登場した。公称売上は100万枚を突破した。
松竹映画で同名の映画が製作され、同年9月に公開されている。

## 収録曲
- 全作詞：牧ミエコ　作曲：今井久　編曲：林一

A面
1. 小さなスナック (2:50)

B面
1. パープル・スカイ (2:28)

## カバー
小さなスナック
- 奥村チヨ - 1968年発売のアルバム『チヨとあなたの夜』に収録。
- ダウン・タウン・ブギウギ・バンド - 1976年発売のアルバム『GS』に収録。
- メイジャー・チューニング・バンド - メドレー曲「ソウル・これっきりですよ!!」（1977年。同名シングルに収録）の1曲として歌唱。
- ザ・グループサウンズ - 2008年発売の近田春夫&ハルヲフォンのアルバム『リメンバー・グループ・サウンズ』に収録。
- 桑田佳祐 - 2014年発売の『昭和八十八年度! 第二回ひとり紅白歌合戦』に収録。
- 吉幾三 - 2019年発売のアルバム『あの頃の青春を詩う vol.4 グループサウンズ編』に収録。
- レーモンド松屋 - 2019年発売のアルバム『歌謡クラシックスIII ～俺たちのGS～』に収録。

## 映画
映画は1968年9月15日に公開。ワイド・フジカラー・83分。
主演は藤岡弘（現：弘、）で、パープル・シャドウズも助演、またヴィレッジ・シンガーズが助演している。

### スタッフ
- 製作：升本喜年、瀬島光雄
- 脚本：桜井義久
- 監督：斎藤耕一
- 撮影：竹村博
- 音楽：今井久
- 美術：梅田千代夫
- 照明：三浦礼
- 録音：栗田周十郎
- スチル：長谷川宗平
- 編集：浜村義康[3]

### 出演者
- 三橋昭：藤岡弘
- 若松美樹：尾崎奈々
- 紫田君子：木下節子
- 紫田猛：清水将夫
- 三浦完：高橋昌也
- 東春夫：西田夏治
- 滝川秋郎：北村冬三
- 綿引：綿引則久（パープル・シャドウズ）
- 今井：今井久（〃）
- 川合：川合良和（〃）
- 大場：大場吉雄（〃）
- 飯田：ケン・サンダース
- 前川レイ子：徳永芽里
- 江島久：山田真二
- 倉田由美：斎藤チヤ子
- 岩崎真介：仲子大介
- 沢みどり：園江梨子
- 女の子：ジュディ・オング
- グループ・サウンズ：ヴィレッジ・シンガーズ
- ホステス：花かおる[3]
- マスター：石井伊吉（毒蝮三太夫）

### 映像ソフト
| 発売日        | レーベル         | 規格 | 規格品番 |
| ------------- | ---------------- | ---- | -------- |
|               | 松竹ホームビデオ | VHS  | SB-0479  |
| 2013年1月30日 | 松竹ホームビデオ | DVD  | DB5124   |

### 同時上映
『初恋宣言』
- 原案：田波靖男 / 脚本：田波靖男、梶浦政男、梅津明治郎 / 監督：梅津明治郎 / 主演：由美かおる / 松竹・西野バレエ団提携作品